# Sakla
Sakla – wieś w Estonii, w prowincji Sarema, w gminie Valjala.